# Autobahn Lanzhou–Haikou
Die Autobahn Lanzhou–Haikou oder Lanhai-Autobahn (chinesisch 兰海高速公路, Pinyin Lánhǎi gāosù gōnglù, englisch Lanhai Expressway), chin. Abk. G75, ist eine Autobahn in China, die von der Stadt Lanzhou in der Provinz Gansu über Guiyang und Nanning nach Haikou auf der Insel Hainan verläuft. Die Autobahn wird nach Fertigstellung eine Länge von 2.570 km erreichen. Die Brücke über die Hainanstraße ist noch nicht realisiert.